# Louis Baralis
Louis Baralis (Tolone, 7 luglio 1862 – Parigi, 29 luglio 1930) è stato uno scultore francese.
Intorno al 1900, ha prodotto sculture decorative in stile Art Nouveau.

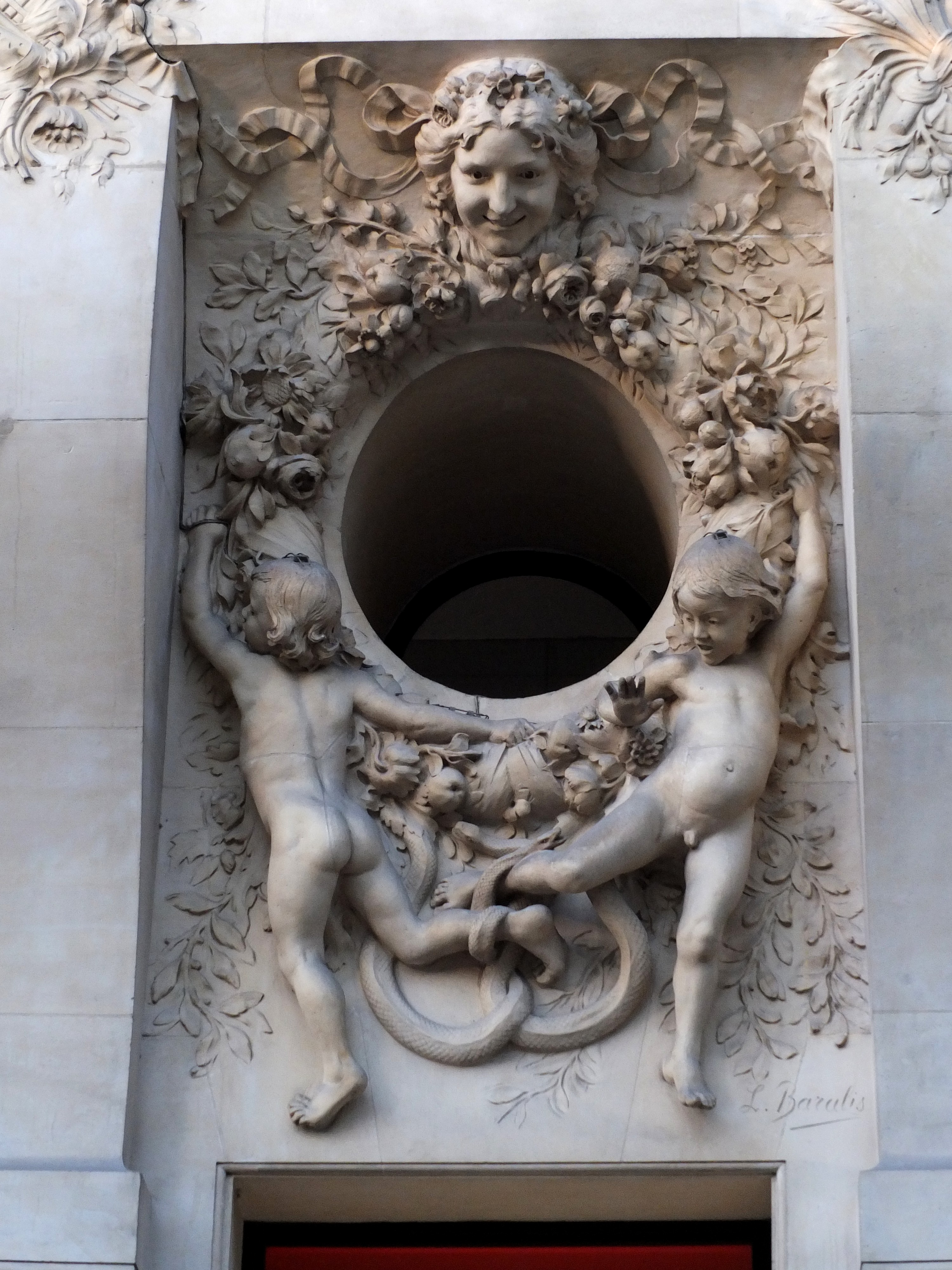
Louis Baralis HSBC 1

## Biografia
Allievo di Jules Cavelier e di Félix Barrias, a partire dal 1889 Louis Baralis espose al Salon des artistes français e nel 1902 ottenne una medaglia di seconda classe.
.

## Opere
- Nantes : Le Marin, una delle figure della base del Monumento ai morti della guerra del 1870 di Georges Bareau, 1897.
- Parigi :
  - Hôtel Élysée Palace : decoro in bassorilievo di due dei nove oculi della facciata, 1898.
  - Stazione di Parigi Lione : La Mécanique, bassorilievo che decora la facciata[3].
- Reims, Fontaine Subé : decorazione della fontana eseguita tra il 1904 e il 1906 in collaborazione con Paul Gasq, Paul Auban e il decoratore Charles Wary.

## Galleria d'immagini

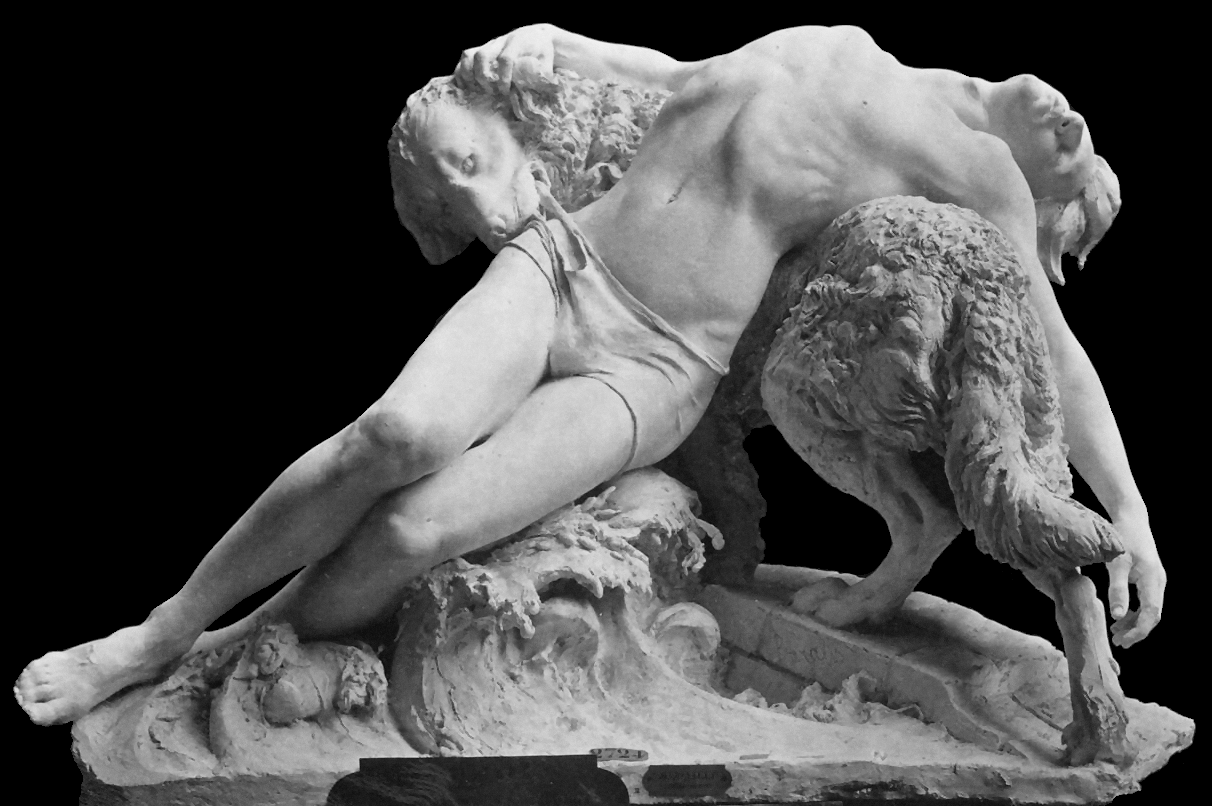
Louis Auguste Baralis - Un salvataggio, gesso (1894) (17228667999)
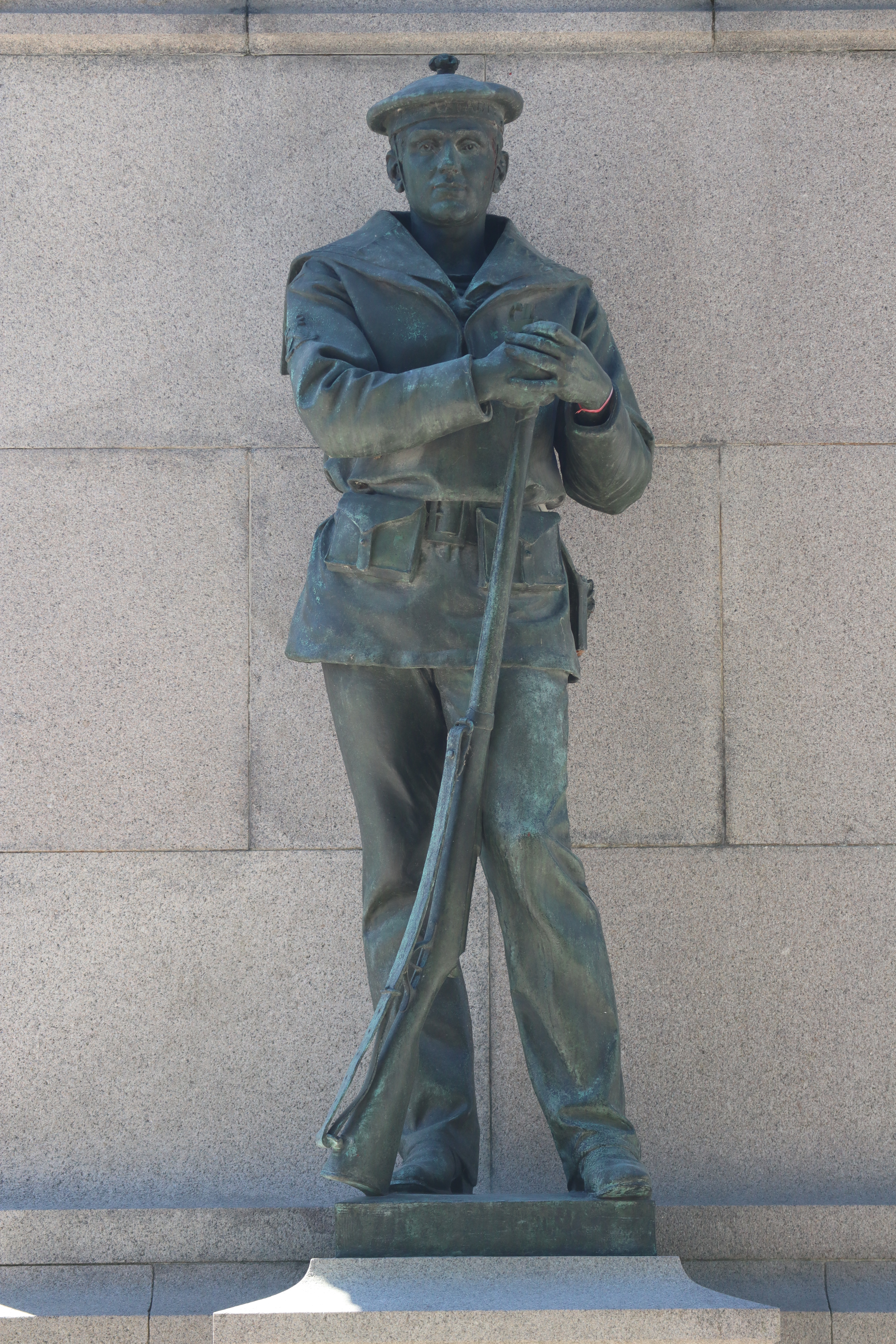
Louis Auguste Baralis - Monumento ai caduti della guerra del 1870 - Nantes
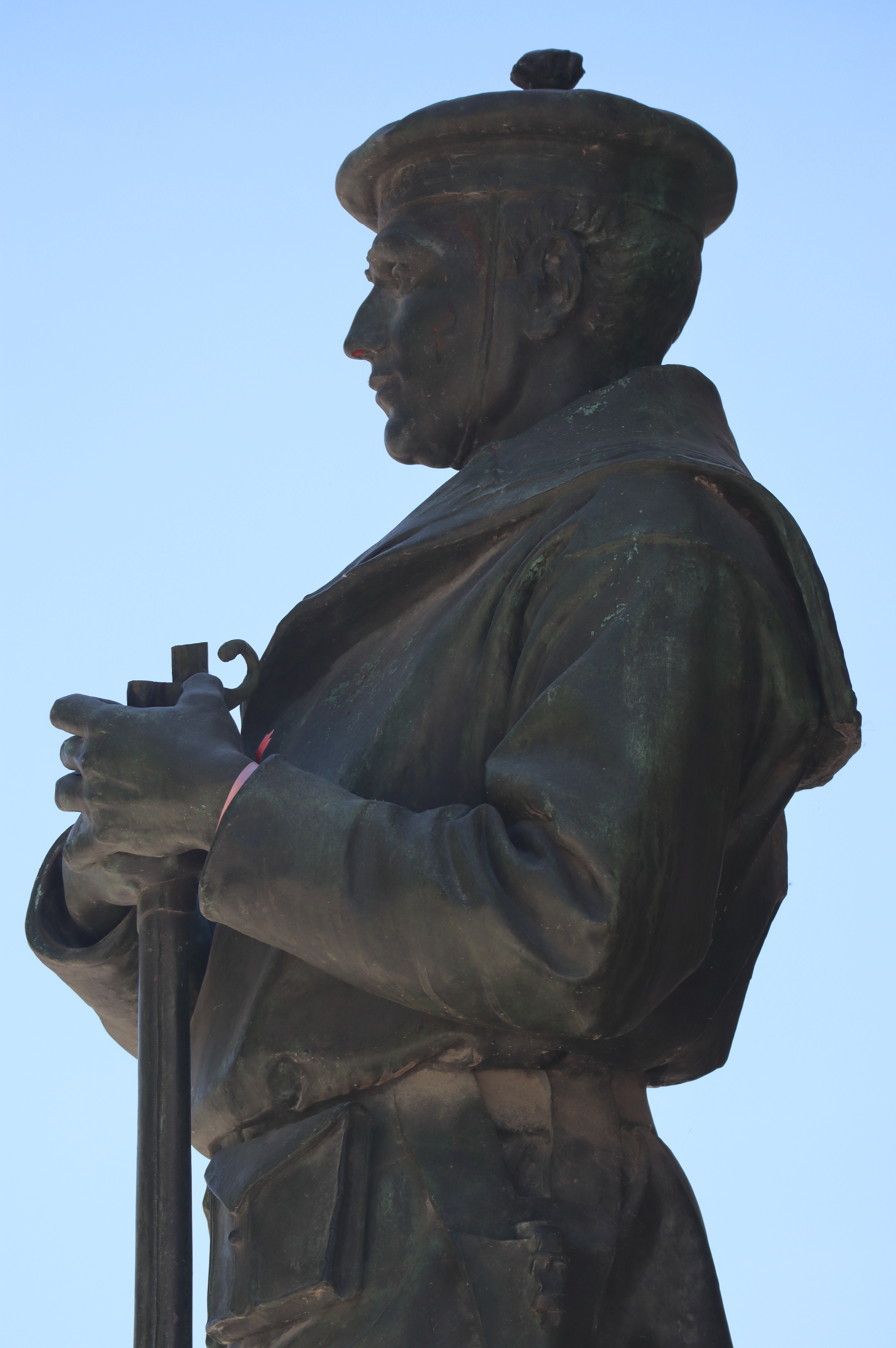
Louis Auguste Baralis - Monumento ai caduti della guerra del 1870 - Nantes, particolare